# Бабович Бабакай Соломонович
Бабака́й (Нагаму́) Соломо́нович Бабо́вич (або Бобо́вич; караїм. Х'аджи-Аг'а Бабак'ай Бабович; дав-євр. נחמו בן שלמה בבאװיץ ירושלמי Нагаму бен Шеломо Бабович Йерушалмі; 1799, Євпаторія — 23 червня (5 липня) 1882, Карасубазар) — II Таврійський і Одеський караїмський гахам, громадський діяч, філантроп і меценат. Потомствений почесний громадянин Євпаторії.

## Біографія
Бабакай Соломонович Бабович — євпаторійський купець 2-ї гільдії. З 1834 по 1837 роки займав пост євпаторійського міського голови. Під час Кримської війни надав суттєву допомогу російській армії, за що був нагороджений медаллю «В пам'ять війни 1853–1856 рр.». Бабакай Бабович жертвував на витрати війни і на допомогу пораненим. Разом з севастопольською купчихою 2-ї гільдії Тотеш Шакал надав дві квитанції про пожертвування в 1854 році 1300 і 2800 пудів сіна для військ, розташованих в Бельбекській долині.
Разом зі своїм братом Сімою вони також залишили на користь «Товариства піклування про бідних караїмів» 10% доходу від водяного млина та фруктового саду Гон Яфе, що знаходились у Сімферопольському повіті. На користь караїмського товариства Хаджи-Ага Бабакай залишив 128 десятин землі в Євпаторійському повіті, а за своїм заповітом на Олександрівське караїмське духовне училище виділялося 2 тисячі рублів золотом, магазин, льох і дохід від них.
Після смерті свого старшого брата, Сіми Бабовича, Бабакай Бабович займав посаду гахама. Пробув на ній майже чверть століття і з причини глибокої старості змушений був піти на спокій. Бабакай Бабович, як і його брат, був малоосвіченим, але користувався серед свого народу глибокою повагою і шаною.
На свої кошти видав твори караїма Ісаака бен Шеломо (1755–1826): «Ор га-Левана» та «Піннат Ікрат». Також, у 1872 році в Житомирі видав «Шеш Кнафаім» («Шестикрил») — керівництво з математичного визначення місячно-сонячного руху, написаного в 1365 році єврейським математиком і астрономом Іммануель бен Яаковом Бонфіс.
У період правління Бабовича караїми були врівноважені в усіх правах з корінним російським населенням імперії (1863 рік).